# TG Friesen Klafeld-Geisweid
Die TG Friesen Klafeld-Geisweid 1899 e.V. (Turngemeinde Friesen Klafeld-Geisweid 1899 e.V.) ist ein Breitensportverein aus dem Siegener Stadtteil Geisweid.
Die TG Friesen Klafeld-Geisweid ging aus dem 1889 erneut gegründeten TV Clafeld, der bereits wenige Jahre zuvor schon einmal gegründet worden war, und dem TV Geisweid hervor. 1937 entstand daraus schließlich der heutige Verein. Der rund 1100 Mitglieder zählende, nach Friedrich Friesen benannte Breitensportverein verfügt über ein breites Spektrum an Abteilungen der unterschiedlichsten Sportarten. Dies sind im Einzelnen die Abteilungen Sportkegeln, Kunstturnen, Volleyball, Leichtathletik, Tanzsport, Step-Aerobic, Rhönrad, Tischtennis, Prellball sowie Kinderturnen und diverse Sportangebote für die ältere Generation.
Neben der am Geisweider Schießberg befindlichen Friesenhalle mit dem dortigen Außengelände nutzt der Verein als Sportstätten insbesondere die Turnhallen der Realschule am Schießberg, der Waldschule, der Grundschule Birlenbach, der Albert-Schweitzer-Schule, der Geisweider Grundschule, die Gymnastikhalle des Fürst-Johann-Moritz-Gymnasiums, die Dreifachturnhalle der Geschwister-Scholl-Schule sowie das Hofbachstadion. Erfolge feierte der Verein insbesondere im Prellball. Dort gehörte man lange Zeit zu den bundesweit führenden Vereinen und konnte 1984 den Deutschen Meistertitel gewinnen. Die TG Friesen war Teilnehmer an den 1. Deutschen Turnverein-Mannschaftsmeisterschaften (DTVM). Die Turnriege des Vereins wurde unter anderem zu Beginn der zweiten Hälfte des 20. Jahrhunderts dreimal in Folge Mannschafts-Westfalenmeister. Zu jener Zeit gehörte beispielsweise der der Nationalriege des DTB angehörige Turner Friedhelm Irle († 13. August 1994) zur Mannschaft. Auch die Sportler der Rhönradabteilung des Vereins konnten bundesweite Erfolge erzielen und Podiumsplätze bei Deutschen Meisterschaften belegen. Die Jugendabteilung der Sportkegler nimmt an Wettkämpfen bis hin zu Weltmeisterschaften teil.
Im Jahr 2018 begann der Verein mit der Sanierung der vereinseigenen Friesenhalle. Außerdem werden Sozialräume mit einem barrierefreien Zugang zur Friesenhalle angebaut.
Vereinsvorsitzender im Jahr 2019 ist Klaus Peter Mühlnikel. Zweimal jährlich erscheint in einer Auflage von derzeit (Stand: März 2019) 2000 Exemplaren die Vereinszeitschrift „Friesenspiegel“.